# غابرييلا كيمارايس
غابرييلا كيمارايس (بالبرتغالية: Gabriela Guimarães) (19 مايو 1994 في البرازيل - ) هي لاعبة كرة طائرة برازيلية في مركز ضارب خارجي ‏. شاركت في الكرة الطائرة في الألعاب الأولمبية الصيفية 2016. ولعبت مع Rio de Janeiro Vôlei Clube ‏.

## وصلات خارجية
- غابرييلا كيمارايس على موقع الاتحاد الدولي beach volleyball database (الإنجليزية)
- غابرييلا كيمارايس على موقع الاتحاد الأوروبي (الإنجليزية)
- غابرييلا كيمارايس على موقع عالم الكرة الطائرة (الإنجليزية)
- غابرييلا كيمارايس على موقع دوري الدرجة الأولى الإيطالي للكرة الطائرة - سيدات (الإيطالية)
- غابرييلا كيمارايس على موقع اللجنة الأولمبية الدولية (الإنجليزية)
- غابرييلا كيمارايس على موقع أوليمبيديا (الإنجليزية)